# ヤン・エルスター
ヤン・エルスター（[ˈɛlstər], ノルウェー語: Jon Elster、 1940年2月22日 - ）は、ノルウェーの社会理論家、政治学者。社会科学の哲学や合理的選択理論についての著作がある。分析的マルクス主義者の代表格でもある。新古典派経済学や公共選択論を、行動主義的・心理学的な理由にもとづいて批判している。

## 経歴
1940年、オスロ生まれ。エルスターはカール・マルクスについての学位論文によって、パリのソルボンヌ大学から博士号を取得した 。指導教員はレイモン・アロンである。エルスターはセプテンバー・グループに長年所属していたが、1990年代初頭に脱退した。オスロ大学歴史学部で教鞭をとった後、シカゴ大学の哲学部と政治学部にて寄付講座教授を務めた。現在、コロンビア大学ロバート・K・マートン社会科学教授（政治学・哲学）ならびにコレージュ・ド・フランス終身教授である。
エルスターはノルウェー科学・人文学アカデミーの会員である。また、アメリカ芸術科学アカデミー、アメリカ哲学会、Academia Europaeaにも所属しており、ブリティッシュ・アカデミーの客員フェローも務める。
世界各地のいくつもの大学から名誉博士号を得ている（バレンシア大学、ストックホルム大学、トロンハイム大学、ルーヴァン・カトリック大学、トルクァト・ディ・テラ大学、コロンビア国立大学）。また、重慶大学の客員教授でもある。

## 受賞・栄典
- 1997年：ジャン・ニコ賞を受賞。
- 2016年：ヨハン・スクデ政治学賞を受賞。

## 家族・親族
- 父：トロルフ・エルスター（英語版）はジャーナリストであり、著作家にしてノルウェー放送協会CEO。
- 母：マリ・エルスター（英語版）は詩人。

## 哲学
エルスターの著作の特徴は、合理的選択理論に代表される分析的手法によって、文学や歴史から数多くの事例を引きつつ、哲学的・倫理学的な考察を行っていることである。ダニエル・リトルはある書評にて次のように述べている。「エルスターは様々な学問領域における重要な貢献を果たした。彼の書物が扱うテーマの幅広さと深さは、学問の専門分化が著しい現在、稀に見るものである。政治学者だけでなく、経済学者や哲学者も彼を読み、議論している。彼の著作の要点を一言でまとめることは難しい。というのも、経済学、政治学、歴史学、哲学、そして心理学といった広範な分野における深い理解のもと、彼の著作は書かれているからだ。」
エルスターは社会科学の哲学者としての側面をもつ（『技術革新の説明』でのテーマ）。社会科学的説明は、方法論的個人主義（個人のみを行為主体として認め、「組織」や「社会」のように、個人を超える実体を行為者とみなさない、という考え）とミクロ的基礎（社会的スケールでの変化を、個人の行為の観点から説明すること）に基づいて行われねばならない、と彼は強く主張している。マルクス主義者や他の社会科学者は、機能主義（制度が存在するのは、それが社会に対してもつ効果によってである、という考え）に陥っているとエルスターは批判する。彼は機能主義に代わり、マルクス主義に対してゲーム理論による基礎づけを与えようとした。
エルスターは、合理的選択理論を用いて様々な社会現象を説明しようと試み、数多くの著作を著している。彼は次のように言う。「合理的選択理論は、人間の行動を説明するための技術的手段にはとどまらない。それは、われわれ自身を統合的に理解するための方法でもある。われわれはいかなる行為をすべきか、という問いだけではなく、われわれは一体何者なのか、を問うためにも、それは用いられるのだ。」 彼は合理的選択理論を幅広い分野に応用している。すなわち、政治学（『政治的心理学』）、バイアスと制約を受けた選好（『酸っぱいブドウ』）、感情（『心の錬金術』）、自制（『オデュッセウスとセイレーン』）、マルクス主義（『マルクスを理解する』）などである。
彼は数多くの複雑な問題を、合理的選択理論における単純な概念を用いて解明してきた。例えば次のようなものだ。内因的選好形成（今日なした特定の行為は明日の選好を変化させる。そのようなとき、人は自分の選好をどのようにして決めるのか？）、履歴効果（同じ質問を異なった仕方で提示されると、人はそれに応じて異なった選好を示す）、不完全な合理性（意志の弱さ、感情、衝動、習慣、自己欺瞞）、それらへの適応、時間選好、これらである。
しかし次第に、エルスターは合理的選択理論に対する態度を変えてきている。1991年にロンドン・レビュー・オブ・ブックスに掲載されたある書評では、エルスターについて次のように書かれている。「エルスターには迷いが生じている。あるいはそこまで言わずとも、不信感を抱き始めたことに違いはない。自ら、「最新著には、理性の力に対する私の強い幻滅が投影されている」と述べているほどだ。」500ページもある大著『社会的行動の説明』には、自身の見解を撤回するような以下の文言が登場する。
合理的選択理論には私が以前考えていたほどの説明力はない、と今では考えている。というのも、現実に生きる人々は、最新の学術論文に見られる数式だらけのページを計算した上で行動しているわけではないからだ。合理性をシミュレートしたり模倣したりする、非意図的な一般メカニズムなど、ありはしないのだ。また、経験的な証拠というのはたいてい、極めて脆弱である。これはもちろん雑駁な感想でしかない。私はただ、優秀な学者たちの間で広範な意見の不一致があること、つまり、いわゆる「なになに学派」の間には、根本的で根強い対立が存していることを指摘したい。論争がピタリと止む収束点など、決して存在しないのである。
同著でエルスターは合理的行動だけでなく不合理的な行動についても議論している。後者は、「広く、またしばしば見られ、避けることができないものである。われわれは合理的でありたいという欲求をもつものだ。」最新作『公平無私』（『ホモ・エコノミクス批判論集』プロジェクトの一巻）では、これらの洞察をさらに展開し、私欲を離れた行為の可能性が探求されている。

## 主要著作
- Leibniz et la formation de l'esprit capitaliste (Paris, 1975) ISBN 2-7007-0018-X
- Leibniz and the development of economic rationality (Oslo, 1975)
- Logic and Society (New York, 1978)
- Ulysses and the Sirens (Cambridge, 1979)
- Sour Grapes: Studies in the Subversion of Rationality (Cambridge, 1983)
  - 『酸っぱい葡萄――合理性の転覆について』、玉手慎太郎訳、勁草書房、2018年。
- Explaining Technical Change : a Case Study in the Philosophy of Science (Oslo, 1983)
- Making Sense of Marx (Cambridge, 1985)
- An Introduction to Karl Marx (Cambridge, 1986)
- The Cement of Society: A study of social order (Cambridge, 1989)
- Solomonic Judgments: Studies in the limitation of rationality (Cambridge, 1989)
- Nuts and Bolts for the Social Sciences (Cambridge, UK, 1989)
  - 『社会科学の道具箱――合理的選択理論入門』、海野道郎訳、ハーベスト社、1997年。
- Local Justice: How institutions allocate scarce goods and necessary burdens (Russell Sage, 1992)
- Political Psychology (Cambridge, 1993)
- The Ethics of Medical Choice (London, 1994) - with Nicolas Herpin
- Strong Feelings: Emotion, Addiction, and Human Behavior The Jean Nicod Lectures. (MIT Press, 1999)
  - 『合理性を圧倒する感情』、染谷昌義訳、勁草書房、2008年。
- Alchemies of the Mind: Rationality and the Emotions (Cambridge, 1999)
- Ulysses Unbound: Studies in Rationality, Precommitment, and Constraints (Cambridge Univ. Press, 2000)
- Closing the Books: Transitional Justice in Historical Perspective (Cambridge, 2004)
- Explaining Social Behavior: More Nuts and Bolts for the Social Sciences (Cambridge, 2007)
- Reason and Rationality (Princeton University Press, 2009)
- Alexis de Tocqueville: The First Social Scientist (Cambridge University Press, 2009)
- Le désintéressement (Paris: Seuil 2009)
- L'irrationalité (Paris: Seuil 2010)
- Securities Against Misrule. Juries, Assemblies, Elections (Cambridge University Press, 2013) ISBN 9781107649958

### 共著
- Institutional design in post-communist societies: rebuilding the ship at sea, wiht Claus Offe, Ulrich K. Preuss, Frank Boenker, Ulrike Goetting, and Friedbert W. Rueb, Cambridge University Press, 1998.

### 編著
- Foundations of social choice theory, co-edited with Aanund Hylland, Cambridge University Press, 1986.
- The multiple self, Cambridge University Press, 1986.
- Rational choice, B. Blackwell, 1986.
- Karl Marx: a reader, Cambridge University Press, 1986.
- Constitutionalism and democracy, co-edited with Rune Slagstad, Cambridge University Press, 1988.
- Alternatives to capitalism, co-edited with Karl Ove Moene, Cambridge University Press, 1989.
- Interpersonal comparisons of well-being, co-edited with John E. Roemer, Cambridge University Press, 1991.
- Choice over time, co-edited with George Loewenstein, Russell Sage Foundation, 1992.
- The ethics of medical choice, co-edited with Nicolas Herpin, Pinter Publishers, 1994.
- The roundtable talks and the breakdown of communism, University of Chicago Press, 1996.
- Deliberative democracy, Cambridge University Press, 1998.
- Addiction: entries and exits, Russell Sage Foundation, 1999,
- Getting hooked: rationality and addiction, co-edited with Ole-Jørgen Sko , Cambridge University Press, 1999.
- Retribution and reparation in the transition to democracy, Cambridge University Press, 2006.